# Raión de Pechenihy
Pechenihy (en ucraniano: Печенізький район) es un raión o distrito de Ucrania en el óblast de Járkov. 
Comprende una superficie de 467 km².
La capital es la ciudad de Pechenihy.

## Demografía
Según estimación 2010 contaba con una población total de 10817 habitantes.

## Otros datos
El código KOATUU es 6324600000. El código postal 62800 y el prefijo telefónico +380 5765.